# Toungup
Toungup är en kommun i Myanmar.   Den ligger i regionen Rakhinestaten, i den sydvästra delen av landet, 200 km väster om huvudstaden Naypyidaw. Antalet invånare är 146 506.